# Sigma Coronae Borealis

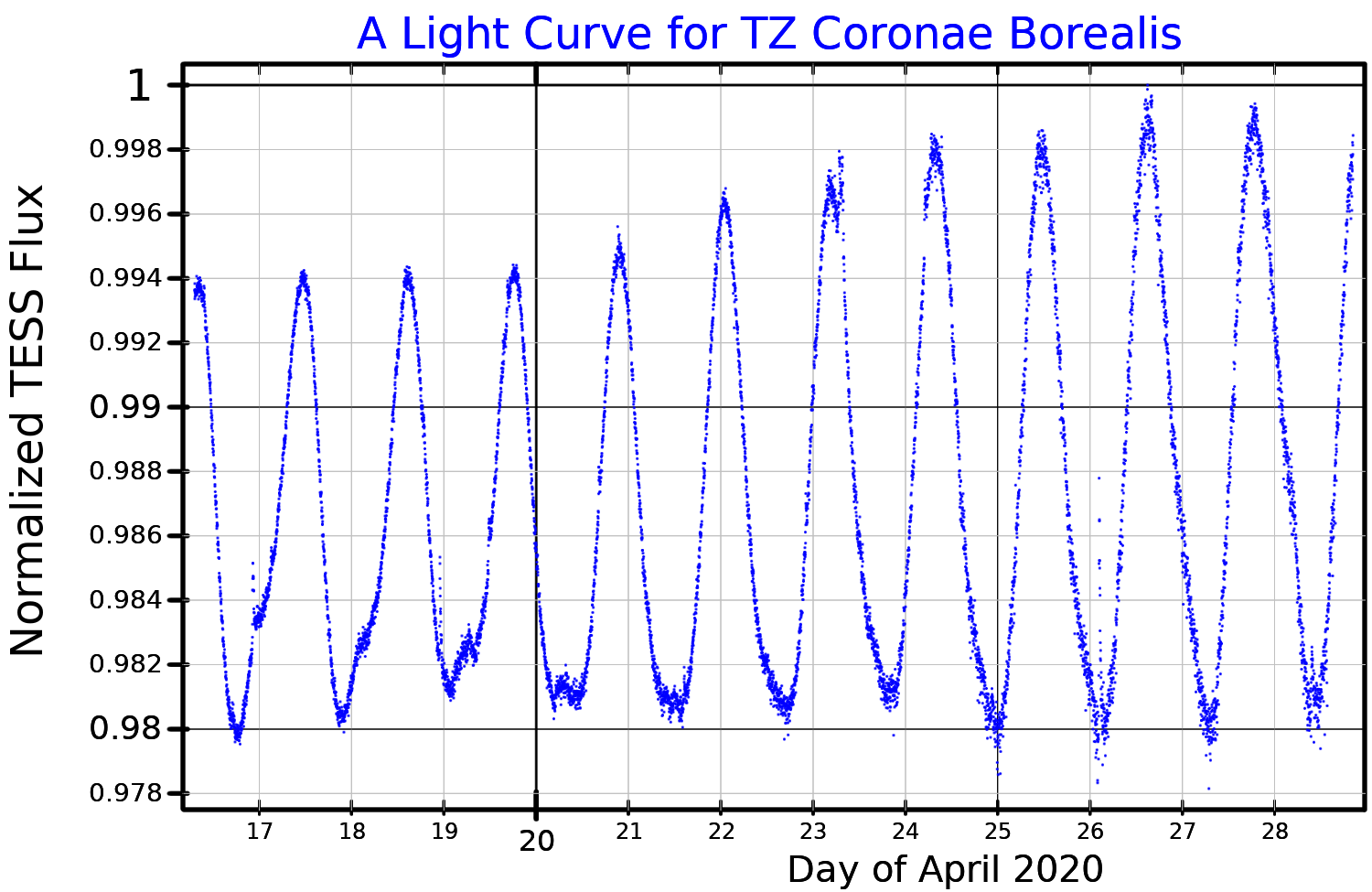
Courbe de lumière de TZ Coronae Borealis, issue des données du télescope spatial TESS.

Sigma Coronae Borealis (σ CrB) est un système quintuple située à 74 années-lumière de la Terre dans la constellation de la Couronne boréale.
Il est composé d'une étoile simple (σ1 CrB ou σ CrB B, de type G1V) et d'une étoile binaire (σ2 CrB ou σ CrB A) elle-même composée d'une étoile de type F6 et d'une étoile naine de type G0. Ce système binaire est une étoile variable de type RS Canum Venaticorum, baptisée TZ Coronae Borealis (TZ CrB) dans la nomenclature des étoiles variables.
Enfin, ce système est complété par une paire d'étoiles de faible masse, désignée comme composante E dans le Multiple Star Catalog (MSC) et le Catalogue d'étoiles doubles de Washington (WDS) mais habituellement désignée σ CrB C, ou encore HIP 79551. L'étoile principale de cette paire (Ea / Ca / A) est une naine rouge de type M3,5.
Les composantes C et D dans le WDS sont pour leur part des étoiles alignées visuellement avec le système mais pas liées gravitationnellement à lui.